# 翻身农奴把歌唱
《翻身农奴把歌唱》是1965年出品的纪录片《今日西藏》的主题歌，由李堃作词，阎飞作曲，才旦卓玛主唱。歌曲赞颂了开始于20世纪50年代末的民主改革给西藏带来的前所未有的巨大历史变迁。2009年5月，该曲入选“中宣部推荐的100首爱国歌曲”。

## 历史
1958年，才旦卓玛到陕西咸阳的“西藏公学”学习。半年后，被上海音乐学院民族班录取。1959年，西藏实行民主改革，中共宣傳已废除了农奴制度，百万农奴得以「翻身解放」。当时，北京新闻电影制片厂拍了一个宣傳西藏今昔变化的大型纪录片《今日西藏》，其中的主题曲（插曲）就是《翻身农奴把歌唱》，为了与纪录片主题相契合，选当时正在上海音乐学院学习的藏族姑娘才旦卓玛来唱该曲。

## 专辑收录
| 专辑名                      | 歌手   | 唱片公司   | 发行日期   |
| --------------------------- | ------ | ---------- | ---------- |
| 《我是谁》                  | 韩红   | 京文唱片   | 2001-08-01 |
| 《六十年代生人》            | 刘欢   | 京文唱片   | 2003-04-15 |
| 《雪域刀妹》                | 刀妹   | 星文唱片   | 2005-11-04 |
| 《唱游中国》                | 皓天   | 正合世纪   | 2006-11-28 |
| 《藏族名歌》                | 黑鸭子 | 广州音像   | 2007-02-06 |
| 《吉祥天唱》                | 巴桑   | 新田园唱片 | 2007-08-27 |
| 《吉祥·天唱2》              | 巴桑   | 新田园唱片 | 2007-10    |
| 《红色经典》                | 刀郎   | 九雨天下   | 2008-03-13 |
| 《军歌红》                  | 曹芙嘉 | 俏佳人文化 | 2008-04    |
| 《听我的声音》              | 韩红   | 上海声像   | 2010-02-03 |
| 《十大人声典范·民歌永流传》 | 黑鸭子 | 星文文化   | 2010-11-23 |
| 《红歌②》                   | 韩红   | 东亚唱片   | 2011-01-24 |
| 《草原归来》                | 胡斌   | 酝星文化   | 2011-04-22 |

## 脚注
1. 1 2  . 人民网. 2008-06-02  [2011-07-12]. （原始内容存档于2016-03-04）.
2. ↑  . 中国中央电视台. 2011-05-23  [2021-01-15]. （原始内容存档于2017-10-23）.
3. ↑  . 《文摘報》 8版. 2019年3月28日.
4. ↑  . 中新网. 2009-05-26  [2021-01-15]. （原始内容存档于2021-01-22）.